# Tavrini
Tavrini so bili kelto-ligursko pleme, ki je v železni dobi živelo v gornji dolini reke Pad okoli sedanjega Torina.

## Ime
Polibij (2. stoletje pr. n. št.) jih omenja kot Taurĩnoí (Ταυρῖνοί), Livij (pozno 1. stoletje pr. n. št.) kot Taurini, Strabon (zgodnje 1. stoletje n. št.) kot Taurinoí (Ταυρινοί), Plinij (1. stoletje n. št.) kot Taurinorum  in Ptolemaj (2. stoletje n. št.) kot Taurínōn (Ταυρίνων, Ταυρικῶν, Ταυρινῶν).
Etnično ime Tavrini se lahko prevede kot 'pleme bika'. Ime je bodisi starejša oblika metateziranega keltskega samostalnika taruos (bik), bodisi ne-keltska ligurska oblika.

## Geografija
Tavrini so živeli med reko Dora Riparia in gornjim Padom. Zahodno od njih so živeli Jemeri, vzhodno pa Libiki in Jadatini.
Njihovo prvotno prestolnico Tavrazijo so uničili Kartažani, ker so se Tavrini  upirali vdoru Kartažanov v Italijo leta 218 pr. n. št. Rimljani so jo po letu 25 pr. n. št. obnovili kot Colonia Augusta Taurinorum (sedanji Torino) na sotočju Dore in Pada. Naseljeje leta 69 n. št. pogorelo.

## Zgodovina
Tavrini so bili vključeni v vojne proti Keltom na koncu 4. stoletja pr. n. št.
Leta 218 jih je napadel Hanibal, ki je sklenil zavezništvo z njihovimi dolgoletnimi sovražniki Insubri. Kartažani so po treh dneh obleganja zasedli njihovo prestolnico.

## Kultura
Etnična pipadnost Tavrinov je nejasna, ker jih različni avtorji umeščajo med Kelte, Ligure in keltizirana Ligure.